# الذرعان

نشان سابق موندوی (دوره الجزایر فرانسه)

درین یا الذرعان (به عربی: الذرعان؛ فرانسوی: Dréan) یک شهر ساحلی کوچک در الجزایر است، این شهر در ۲۵ کیلومتری جنوب عنابه، در استان الطارف واقع شده است. و حدود ۴۰,۰۰۰ نفر جمعیت دارد. آلبر کامو، نویسنده، در زمان حکومت فرانسه در الجزایر، زمانی که الذرعان به‌عنوان موندووی (پس‌از نبرد موندووی در سال ۱۷۹۶) شناخته می‌شد، در آنجا به دنیا آمد. الذرعان مرکز ناحیه الذرعان است.

## جستار‌های وابسته
- آلبر کامو